# Hesdin-l’Abbé
Hesdin-l’Abbé település Franciaországban, Pas-de-Calais megyében. Lakosainak száma 1870 fő (2022. január 1.). Hesdin-l’Abbé Isques, Baincthun, Carly és Hesdigneul-lès-Boulogne községekkel határos.

## Népesség
A település népességének változása:
| Lakosok száma | 1867 | 1870 | 1898 | 1863 | 1911 | 1902 | 1891 | 1881 | 1870 |
|               | 2013 | 2015 | 2016 | 2017 | 2018 | 2019 | 2020 | 2021 | 2022 |